# Fort de Ruyter

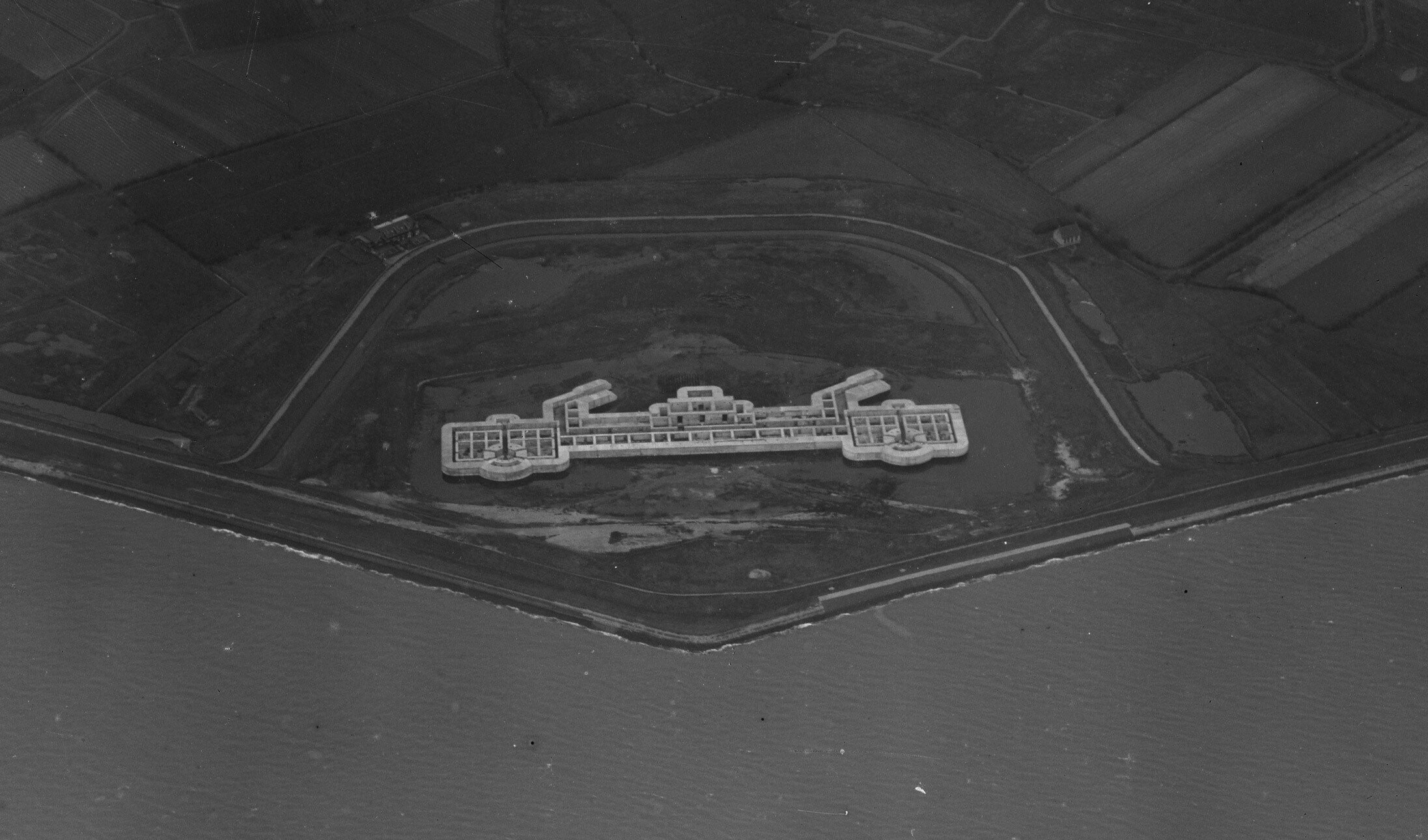
Fort de Ruyter ergens tussen 1920 en 1940. De contouren zijn duidelijk zichtbaar door de opstaande muren, alleen het dak ontbreekt.

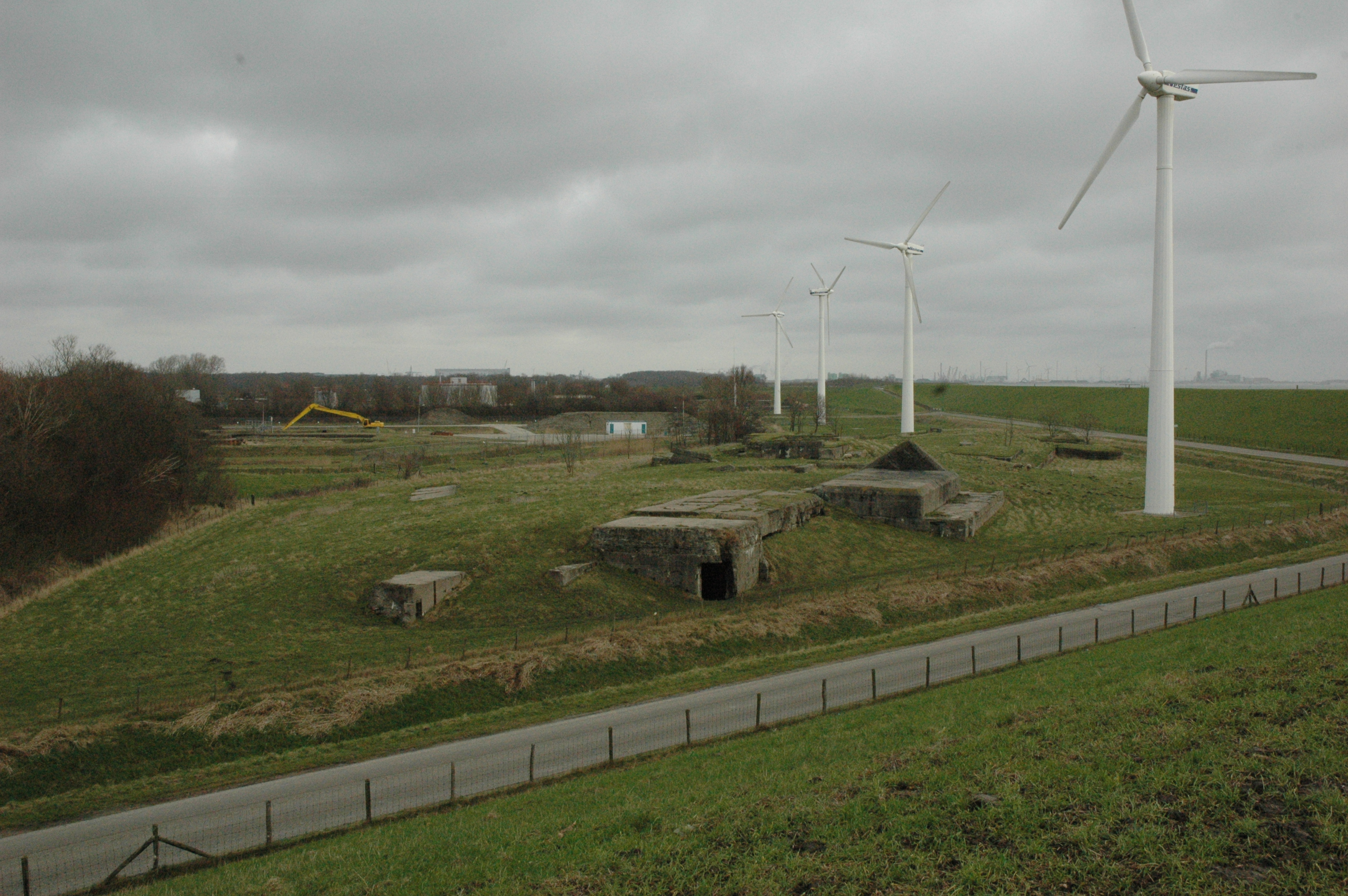
De restanten van Fort de Ruyter in 2011. Door een verplaatsing van de zeedijk en de aanleg van de Oostelijke Bermweg is het fortterrein aanzienlijk kleiner geworden.

Fort de Ruyter ligt ten oosten van de Buitenhaven in Vlissingen, in de Nederlandse provincie Zeeland. Het is een nooit voltooid kustfort, waarvan de bouw in 1913 is begonnen. Nadat het werk enkele keren is stilgelegd, is de bouw van het fort rond de jaarwisseling 1919–1920 definitief gestaakt. Tijdens de Tweede Wereldoorlog is een deel van de fundamenten van Fort de Ruyter van een dak voorzien en gebruik als munitieopslag voor een Duitse luchtafweerbatterij. Na de oorlog zijn de betonnen fundamenten opgeblazen en het fort biedt tegenwoordig de aanblik van een moderne ruïne.

## Historie

### Fort Saint Hilaire
Na de Engelse aanval in 1809 worden er op last van Napoleon in en rond Vlissingen grootschalige verdedigingswerken en een linie van forten aangelegd. Ten oosten van Vlissingen bouwden de Fransen het Fort Saint Hilaire: een zevenhoekig vestingswerk met een bomvrije toren, omgeven door een gracht en uitgerust met een zware kustbatterij van 50 kanonnen. Na het vertrek van de Franse militairen in 1814 kreeg het de naam Fort De Ruyter. Het verloor in 1867 zijn functie waarna het werd gesloopt. 

### Pantserfort
De eerste plannen om een nieuw fort bij Vlissingen te bouwen stammen uit 1903. De 'Staatscommissie inzake de samenwerking tussen Land- en Zeemacht' bracht in dat jaar rapport uit waarin aanbevelingen voor de verbetering van de kustversterkingen werden gedaan. In deze eerste plannen zou bij Vlissingen een kustfort gebouwd moeten worden op de plek van het oude Fort de Ruyter. Het fort zou bewapend worden met twee gietstalenkoepels met elk twee kanonnen van 28 cm, twee eveneens in geschutskoepels geplaatste stukken van 12 cm en nog vier stukken 7,5 cm geschut.
Al sinds de eerste plannen was de bouw van het Fort de Ruyter bij Vlissingen omstreden. De Nederlandse defensie achtte het fort noodzakelijk ter verdediging van Vlissingen met haar havens en scheepswerf De Schelde. Britse, Franse en Belgische kranten uitten bezwaren. Het Duitse staalconcern Krupp zou de kostbare geschutskoepels leveren, en daarom was Duitsland vóór de bouw het nieuwe fort. 
Ondanks de internationale bezwaren besloot de Tweede Kamer op 6 mei 1913 tot de bouw van het nieuwe fort bij Vlissingen waar 5.360.000 gulden voor werd uitgetrokken. In het Staatsblad nr. 375 van 30 september 1913 werd vastgesteld dat het nieuwe kustfort de naam Fort de Ruyter zou krijgen. Tegelijkertijd met de bouw van het Fort de Ruyter werd bij Huisduinen, ten zuiden van Den Helder, een vrijwel identiek fort gebouwd (Fort Kijkduin). 
Het werk werd aanbesteed op 19 juli 1913. Voor de bewapening werden twee pantserkoepels besteld, elk met twee kanonnen met een kaliber van 28 centimeter. Krupp mocht dit allemaal leveren. Verder zou de bewapening bestaan uit nog zes kanonnen met een kleiner kaliber en zeven mitrailleurs, onder andere voor de verdediging van de droge gracht die het fort zou gaan omringen. De bemanning op het fort werd berekend op 250 man.
Bij de aanvang van de mobilisatie in augustus 1914 was het grondwerk vergevorderd en werd begin 1915 opgeleverd. Toch kwamen de werkzaamheden tot juli 1916 stil te liggen. Op grond van de ervaringen opgedaan in België werd het ontwerp sterk gewijzigd. Het fort kreeg een rechthoekig vorm met een bijna 200 meter lang gebouw gemaakt van gewapend beton. De twee pantserkoepels werden verder uit elkaar geplaatst en aan de keelzijde kwamen twee toegangen in de vorm van tunnels van gewapend beton. Het commandocentrum en de manschappenverblijven kregen een plek in het midden. Het dak zou bestaan uit vijf meter dik beton.
In augustus 1916 werden de werkzaamheden volgens de nieuwe plannen weer herstart. Eind 1919 was de fundering en de vloer gereed en stonden de muren. In juli 1919 werden de kanonnen geleverd, maar het Verdrag van Versailles verbood de levering van de bijbehorende pantserkoepels. Krupp kon zich door de omstandigheden beroepen op overmacht en Nederland moest daarmee genoegen nemen. Inmiddels lagen de werkzaamheden al weer enige tijd stil en besloot de regering eind 1919 het werk niet af te maken.
In juni 1926 is Fort de Ruyter officieel als vestingwerk opgeheven.
De kanonnen en pantserplaten die wel waren geleverd door Krupp werden opgeslagen op de marinewerf te Amsterdam. In 1932 zijn deze verkocht. De firma Vlessing & Co., gevestigd in Den Haag, betaalde 50.000 gulden, waar de Nederlandse regering ruim 1,3 miljoen gulden voor heeft betaald. Dit materiaal was bestemd voor dit fort en het vergelijkbare Fort Kijkduin.
Het duurde tot 1937 voor er opnieuw gewerkt werd aan het onvoltooide Fort de Ruyter. In het kader van een werkverschaffingsproject werden de wallen en hooggelegen gronden op en rond het fort afgegraven, de grachten gedempt en omliggende terreinen opgehoogd. Zo'n 35 werklozen uit de gemeente Oost- en West-Souburg werkten er 30 weken aan.
Tijdens de Tweede Wereldoorlog kreeg het verlaten fort opnieuw een militaire bestemming. Tussen het fort en de zeedijk bouwden de Duitsers een luchtafweerbatterij. De fundamenten van Fort de Ruyter werden voor een deel van een dak voorzien en gebruikt als (munitie)opslag.
In 1983 werd nog een deel van de fundamenten van het fort verwijderd om een verhoging van de zeedijk mogelijk te maken.